# Statós-Ágios Fótios
Statós-Ágios Fótios är en ort i Cypern.   Den ligger i distriktet Eparchía Páfou, i den västra delen av landet, 70 km väster om huvudstaden Nicosia. Statós-Ágios Fótios ligger 905 meter över havet och antalet invånare är 249. Den ligger på ön Cypern.
Terrängen runt Statós-Ágios Fótios är huvudsakligen kuperad. Statós-Ágios Fótios ligger uppe på en höjd. Trakten runt Statós-Ágios Fótios är glesbefolkad, med 8 invånare per kvadratkilometer. Närmaste större samhälle är Émpa, 19,9 km väster om Statós-Ágios Fótios. Trakten runt Statós-Ágios Fótios består till största delen av jordbruksmark.